# Xerém (distrito de Duque de Caxias)
Xerém é o 4º distrito do município de Duque de Caxias, no estado do Rio de Janeiro, no Brasil. Localiza-se ao pé da Serra de Petrópolis. O cantor Zeca Pagodinho morou por muitos anos em Xerém. Atualmente, mora na Barra da Tijuca, mas ainda mantém seu sítio em Xerém. O Centro de Treinamento da Divisão de Base do Fluminense Football Club também está localizado em Xerém. O distrito de Xerém é nacionalmente conhecido por abrigar o campus tecnológico do INMETRO e o parque industrial da extinta Fábrica Nacional de Motores (FNM), a qual pertence atualmente à Marcopolo/Ciferal. Parte da Reserva Biológica Federal do Tinguá se encontra em Xerém. O Arco Metropolitano do Rio de Janeiro passa por Xerém, pelo mesmo caminho da Estrada do Rio D'Ouro. Xerém é uma localidade municipal de Duque de Caxias.

## Etimologia
Existem duas hipóteses etimológicas para a origem do nome do distrito:
- provém de "xerém", o nome de um prato comum na culinária nordestina, feito de grãos de milho seco quebrados no pilão e cozidos na água e sal. O prato é originário de Portugal, onde pode ser conhecido também como "xarém".
- Outra hipótese etimológica para a origem do nome remete ao comerciante inglês John Charing, que, no século 17, possuía barcos que faziam a ligação entre o porto do Rio de Janeiro, o porto do Pilar e o atual município de Petrópolis. Segundo essa hipótese, o antropônimo "Charing" teria sido convertido pela população no atual topônimo "Xerém".

## História
Período colonial
A localidade que é hoje conhecida como Xerém estava na passagem do Caminho de Garcia Paes para ligar as serras do ouro até o porto no Rio de Janeiro, isso no século XVIII. São poucas as informações acerca da região antes, mas como resquícios deste passado ainda existem as ruínas da Capela de Santa Rita da Posse, fundada em 1766.
A chegada da ferrovia
Durante os problemas de abastecimento da cidade do Rio de Janeiro nos fins do século XIX, a época capital federal, surgiram planos para a captação de águas na Serra do Tinguá. O projeto de engenharia envolveu a construção da Estrada de Ferro Rio D'Ouro para as obras de encanamento e posteriormente de manutenção do serviço, além dos grandes reservatórios para a contenção das águas. A região de Xerém foi um dos locais escolhidos para a construção dessas represas e isso possibilitou a chegada do trem a região.
Dispondo do sub-ramal de Xerém, o trecho partia de Belford Roxo e percorria a região desde o atual bairro Barão do Amapá até João Pinto (atual bairro da Mantiquira), onde seguia-se outros dois caminhos: um para a represa do Galrão e outro para a represa do Registro.
Fábrica Nacional de Motores
No final da Segunda Guerra Mundial (1939-1945), o distrito ficou famoso nacionalmente por abrigar uma fábrica de revisão de motores de avião. Logo em seguida, porém, a fábrica passou a fabricar caminhões da marca italiana Alfa Romeo. Nos anos 1970, a fábrica foi vendida para a Fiat, que veio a desativá-la.
Enchente de 2013
Na noite do dia 3 de janeiro de 2013, o distrito foi atingido por uma forte chuva. Devido ao enchimento e vazão abrupta da comporta de uma das barragens do rio que corta a cidade, muitos dos seus bairros e sub-bairros, de topografias decrescentes, foram alagados. A Prefeitura de Caxias decretou estado de emergência após esse desastre.

## Esportes

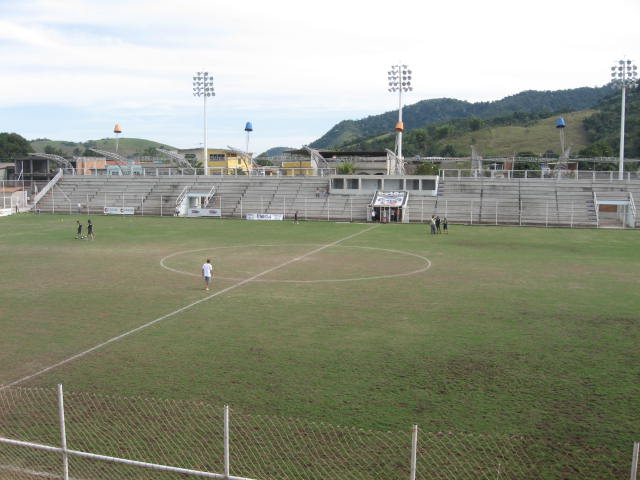
Estádio Marrentão, localizado no distrito

Em Xerém, se encontram as sedes e estádios de times de futebol caxienses: o estádio Los Larios, estádio do Esporte Clube Tigres do Brasil; e o estádio Romário de Sousa Farias, vulgarmente conhecido como Marrentão, estádio do Duque de Caxias Futebol Clube.
O Fluminense Football Club, clube da cidade do Rio de Janeiro, tem um hotel de concentração e seu Centro de Treinamento das categorias de base em Xerém. O clube mantém suas equipes jovens no distrito, de onde saíram jogadores hoje mundialmente conhecidos como Thiago Silva, Fabinho e Marcelo.

## Bairros de Xerém
- Xerém (Centro)
- Parque Xerém
- Mantiquira
- Vila Operária
- Santo Izidro
- KM 51
- Jardim Santa Helena
- Pedreira
- Santo Antônio da Serra
- Parque Capivari
- Tia Anastácia
- Vila Canaan
- Jardim Olimpo
- Fazenda Piranema
- Parque Barão do Amapá
- Jardim Mariana
- Garrão
- Jardim Santa Rita
- Pocilga
- Vila do Sase
- Vila Santa Alice
- Parque Eldorado
- Santa Rosa(uma parte, outra parte pertence a Petrópolis)
- Tinguá(Uma pequena parte, outra é Nova Iguaçu)
- Meio da Serra
- Aviário
- Bambu Amarelo
- São Lourenço
- Igreja Velha
- Oscar Vidál
- Taboleiro
- Chapéu do Sol
- Vila Bonança
- Nossa Senhora das Graças
- Cantão
- Lamarão
- Café Torrado

## População
Segundo o censo de 2010 do IBGE, a população residente em 2010 era de 61.129 pessoas. 98,54% da população localizava-se em área urbana e apenas 4,16% na área rural, sendo que as mulheres representavam 50,8% da população total do distrito. É a menor população dos quatro distritos de Duque de Caxias, com apenas 7,1% da população do município.

## Turismo
O turismo ecológico é marcante no distrito, que se destaca pela presença da Mata Atlântica e diversas cachoeiras. Em Xerém, no parque Ana Dantas, acontecia, anualmente, a Vaquejada de Xerém.